# Langeryna
Langeryna (ang. langerin) – białko o charakterze lektyny zależnej od wapnia, odkryte po raz pierwszy w komórkach Langerhansa. Występuje ona w ziarnistościach Birbecka tych komórek i jest prawdopodobnie odpowiedzialna za ich tworzenie (fibroblasty po transfekcji z użyciem cDNA dla tego białka także tworzą struktury podobne do ziarnistości Birbecka). Gen dla langeryny znajduje się na 2. chromosomie u człowieka, ma długość 7607 par zasad, przy czym na 6 eksonów przypada 1868 pz.